# Иван Ганчов
Иван Ганчов - Комитата е български опълченец, участник в Балканската война и Първата световна война.

## Биография
Иван Ганчов е роден в село Бешлий през 1843 г. Останал от малък сирак, майка му се жени повторно, и на 12 г. възраст се преместват в село Рибен. Чиракува при турчин в град Плевен. След стълкновение с турците бяга в Румъния заедно със своя приятел Христо Дулата. Там започва работа като градинар и се запознава с участниците в българското революционно движение. Познава се със Стефан Караджа, чието име споменава често в спомените си по-късно. Оттам идва и съмнението за участието му в четата на Хаджи Димитър и Стефан Караджа, но тази теза не е доказана, тъй като в съществуващите списъци за личния състав на същата неговото име не е налично.

## В Българското опълчение
При обявяването на Руско-турската освободителна война от 1877 – 1878 г. Иван Ганчов се записва в Българското опълчение на 17 юни 1877 г. Зачислен е в пета дружина, трета рота.
С отряда на генерал Гурко участва в превземането на Казанлък и битката при Стара Загора, където е ранен в крака. Спасява го руски казак, който го кара да се хване за опашката на коня му и така го извлича от бойното поле. Като по-леко ранен е оставен за оздравяване на укрепените позиции на Шипченския проход.
Взима участие в боевете на Шипка, където е ранен за втори път на 13 август 1877 г.
След подписване на Санстефанския мирен договор е уволнен на 28 април 1878 г.

## След Освобождението
След Освобождението на България Иван Ганчов се завръща в село Рибен. Дадени са му 48 дка земя в местността „Чалъсоват“ и 350 лв.
Взима участие в Балканската война и Първата световна война.
Остава в селото до края на живота си. Жени се за девойка от селото и имат трима сина – Игнат, Георги, Симеон и дъщеря – Мита. Имат 11 внуци и 22 правнуци.
Част от наследниците му все още живеят в селото.

## Наследство
Във фонда на Военноисторическия музей в гр. Плевен се съхраняват сабята, ботушите (единствените ботуши на опълченец в музей) и оригинална снимка на Иван Ганчов.
Опълченецът пазел и униформата си, но по негово желание е погребан с нея и с част от ордените си.
През 1923 г. Иван Ганчов е обявен за почетен гражданин на град Габрово.
Наследниците му съхраняват алманах на Българското опълчение издаден през 1928 г. в чест на 50-годишнината от Освобождението на България.
На 6 май 2003 г. наследниците му поставят паметна плоча на дома му в с. Рибен.

## Награди
Иван Ганчов е награден със следните награди:
- орден Войнишки кръст за храброст, 4-та степен – за участието му в Освободителната война
- руски сребърен медал, учреден за участието на българското опълчение в Освободителната война
- орден Железен кръст за храброст за участието му в Балканската война от 1912 – 1913 г.
- орден Железен кръст за храброст за участието му в битките от 1915 г. със Сърбия през Първата световна война